# Charles Naudin

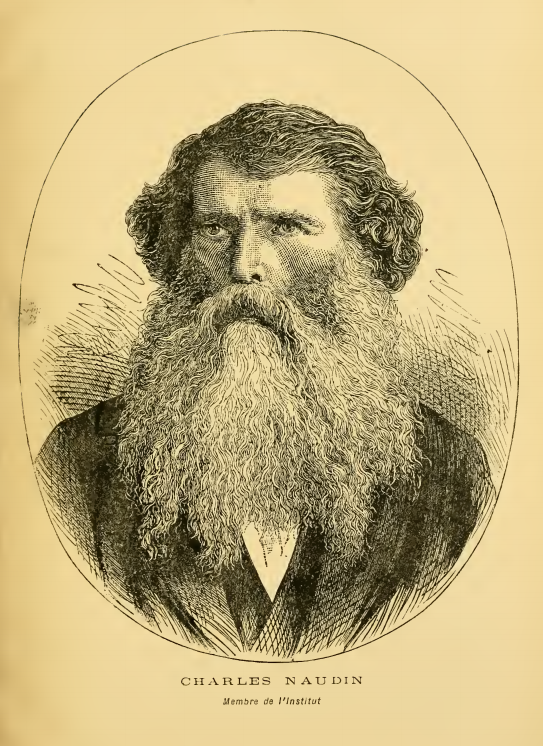
Charles Naudin, Porträt aus Manuel de l’acclimateur (1887)

Charles Victor Naudin (* 14. August 1815 in Autun; † 18. März 1899 in Antibes) war ein französischer Biologe und Botaniker. Sein offizielles botanisches Autorenkürzel lautet „Naudin“.

## Leben und Wirken
Seine erste Veröffentlichung war 1840 eine kurze Notiz über die Art Drosera intermedia aus der Familie der Sonnentaugewächse (Droseraceae). Naudin wurde 1842 in Paris bei Auguste de Saint-Hilaire mit einer Arbeit über Nachtschattengewächse (Solanaceae) promoviert.
Im Jahr 1852 veröffentlichte Naudin einen Aufsatz Considérations philosophique sur l’espèce et la variété indem er Hybriden für die Entstehung neuer Arten verantwortlich machte.
Nach dem Tod von Gustave Adolphe Thuret übernahm Naudin 1875 die Leitung des Jardin botanique de la Villa Thuret, eines botanischen Gartens an der Côte d’Azur in Antibes.
Zusammen mit Ferdinand von Mueller veröffentlichte Naudin 1887 ein Handbuch zur Akklimatisation und Auswahl von exotischen Pflanzen.

## Ehrungen
Am 14. Dezember 1863 wurde Naudin in die Académie des sciences gewählt.
Ihm zu Ehren wurden die Pflanzengattungen Naudinia A.Rich. (1845, nom. rej., Melastomataceae), Naudinia Planch. & Linden (1853, nom. cons., Rutaceae) und Naudinia Decne. ex Triana (1866, nom. illeg., Melastomataceae). sowie Naudiniella Krasser (1893, Melastomataceae) benannt.

## Schriften (Auswahl)
Bücher
- Études sur la végétation des solanées, la disposition de leurs feuilles et leurs inflorescences. Paris 1842 (Digitalisat) – Dissertation.
- Melastomacearum quae in musaeo parisiensi continentur monographicae descriptionis et secundum affinitates distributionis tentamen. Paris 1849–1853 (Digitalisat).
- Manuel de l’amateur des jardins. Traité général d’horticulture. 4 Bände, Paris [1862–1872] (Band 1, Band 2) – mit Joseph Decaisne.
- Manuel de l’acclimateur ou choix des plantes recommandées pour l’agriculture, l’industrie et la médecine. Paris 1887 (Digitalisat) – mit Ferdinand von Mueller.

Zeitschriftenbeiträge
Der von der Royal Society herausgegebene Catalogue of scientific papers vermittelt einen Eindruck seiner zahlreichen Zeitschriftenbeiträge.
- Note sur des bourgeons nés sur une feuille de Drosera intermedia. In: Annales des sciences naturelles. Botanique. 2. Folge, Band 14, 1840, S. 14–16 (Digitalisat).
- Resume de quelques observations sur le développement des organes appendiculaires des végétaux. In: Annales des sciences naturelles. Botanique. 2. Folge, Band 18, 1840, S. 360–365 (Digitalisat).
- Revue de la Flore du Brésil meridional. – mit Auguste de Saint-Hilaire.
  - In: Annales des sciences naturelles. Botanique. 2. Folge, Band 18, 1840, S. 24–54 (Digitalisat).
  - In: Annales des sciences naturelles. Botanique. 2. Folge, Band 18, 1840, S. 209–213 (Digitalisat).
- Nouvelles recherches sur le développement des axes et des appendices des végétaux. In: Annales des sciences naturelles. Botanique. 3. Folge, Band 1, 1844, S. 162–176 (Digitalisat).
- Additions à la Flore du Brésil meridional.
  - In: Annales des sciences naturelles. Botanique. 3. Folge, Band 2, 1844, S. 140–156 (Digitalisat).
  - In: Annales des sciences naturelles. Botanique. 3. Folge, Band 3, 1845, S. 169–192 (Digitalisat).
  - In: Annales des sciences naturelles. Botanique. 3. Folge, Band 4, 1845, S. 48–58 (Digitalisat).
- Considérations philosophiques sur l’espèce et la variété. In: Revue Horticole. 4. Folge, Band 1, 1852, S. 102–109 (Digitalisat).
- Observations relatives à la nature des vrilles et à la structure de la fleur et du fruit dans les Cucurbitacées. In: Annales des sciences naturelles. Botanique. 4. Folge, Band 4, 1855, S. 5–19 (Digitalisat).
- Nouvelles recherches sur les caractères spécifiques et les variétés des plantes du genre cucurbita. In: Annales des sciences naturelles. Botanique. 4. Folge, Band 5, 1856, S. 5–73 (Digitalisat).
- Remarques au sujet du croisement supposé des variétés blanches et violettes du Haricot d’Espagne. In: Bulletin de la Société botanique de France. Band 3, 1856, S. 179–181 (Digitalisat).
- Observation constatant le retour simultané de la descendance d’une plante hybride aux types paternel et maternel. In: Comptes rendus hebdomadaires des séances de l’Académie des sciences. Band 42, 1856, S. 625–628 (Digitalisat).
- Observations relatives à la fécondation incomplète et à ses conséquences, dans les végétaux phanérogames. In: Comptes rendus hebdomadaires des séances de l’Académie des sciences. Band 42, 1856, S. 845–850 (Digitalisat).
- Observation relative à la formation de graines sans le secours de pollen. In: Comptes rendus hebdomadaires des séances de l’Académie des sciences. Band 44, 1856, S. 538–542 (Digitalisat).
- Observation d’un cas d’hybridité anormale. In: Comptes rendus hebdomadaires des séances de l’Académie des sciences. Band 42, 1856. S. 1003–1008 (Digitalisat).
- Remarques au sujet des observations de M. le Dr. Clos, relatives aux Vrilles des Cucurbitacées. In: Bulletin de la Société botanique de France. Band 4, 1857, S. 109–111 (Digitalisat).
- Observations sur l’accroissement de certains ovaires et leur conversion en fruit sans développement de graines embryonnées. In: Comptes rendus hebdomadaires des séances de l’Académie des sciences. Band 44, 1857, S. 383–387 (Digitalisat).
- Description d’une nouvelle espèce du genre Bryonia. In: Annales des sciences naturelles. Botanique. 4. Folge, Band 9, 1858, S. 396–398 (Digitalisat).
- Observations concernant quelques plantes hybrides qui ont été cultivées au Muséum. In: Annales des sciences naturelles. Botanique. 4. Folge, Band 9, 1858, S. 257–278 (Digitalisat).
- Observation d’un cas d’hybridité disjointe entre deux espèces de Datura. In: Comptes rendus hebdomadaires des séances de l’Académie des sciences. Band 49, 1859, S. 616–619 (Digitalisat).
- Essais d’une monographie des espèces et des variétés du genre Cucumis. In: Annales des sciences naturelles. Botanique. 4. Folge, Band 11, 1859, S. 5–87 (Digitalisat).
- Revue des Cucurbitacées cultivées au Muséum, en 1859. In: Annales des sciences naturelles. Botanique. 4. Folge, Band 12, 1859, S. 79–164 (Digitalisat).
- Espèces et variétés nouvelles de Cucurbitacées cultivées au Muséum d’Histoire naturelle, en 1860 et 1861. In: Annales des sciences naturelles. Botanique. 4. Folge, Band 16, 1862, S. 154–199 (Digitalisat).
- Cucurbitacées cultivées au Muséum d’Histoire Naturelle en 1862. Description d’espèces nouvelles et de quelques formes hybrides obtenues de plantes de cette famille. In: Annales des sciences naturelles. Botanique. 4. Folge, Band 18, 1862, S. 159–208 (Digitalisat).
- Sur la fécondation artificielle des céréales. In: Journal d’agriculture pratique, de jardinage et d’économie domestique. Neue Folge, Band 2, 1863, S. 432–436 (Digitalisat).
- Nouvelles recherches sur l’hybridité dans les végétaux. In: Annales des sciences naturelles. Botanique. 4. Folge, Band 19, 1863, S. 180–203 (Digitalisat).
- Nouvelles recherches sur l’hybridité dans les végétaux. In: Nouvelles archives du Muséum d’histoire naturelle. Band 1, 1865, S. 25–44 (Digitalisat).
- De l’hybridité considérée comme cause de variabilité dans les végétaux.
  - In: Comptes rendus hebdomadaires des séances de l’Académie des sciences. Band 59, 1864, S. 837–845 (Digitalisat).
  - In: Annales des sciences naturelles. Botanique.5. Folge, Band 3, 1864, S. 153–163 (Digitalisat) – Auszug.
- Cucurbitacées nouvelles cultivées au Muséum d’histoire naturelle en 1863, 1864, 1865. ´In: Annales des sciences naturelles. Botanique. 5. Folge, Band 5, 1865, S. 5–43 (Digitalisat).
- Cucurbitacées cultivées au Muséum d’histoire naturelle en 1866.  In: Annales des sciences naturelles. Botanique. 5. Folge, Band 6, 1866, S. 5–32 (Digitalisat).
- Cas de monstruosités devenus le point de départ de nouvelles races dans les végétaux. In: Comptes rendus hebdomadaires des séances de l’Académie des sciences. Band 64, 1867, S. 929–933 (Digitalisat).
- La nouvelle maladie de la vigne et ce qu’on pourrait faire pour y remédier. In: Comptes rendus hebdomadaires des séances de l’Académie des sciences. Band 69, 1869, S. 581–584 (Digitalisat).
- Objections au procédé de l’arrachage des vignes pour la destruction du Phylloxéra; indication d’un autre procédé. In: Comptes rendus hebdomadaires des séances de l’Académie des sciences. Band 79, 1874, S. 197–199 (Digitalisat) – mit Léonce Élie de Beaumont.
- Variation désordonnée des plantes hybrides et déductions qu’on peut en tirer.
  - In: Comptes rendus hebdomadaires des séances de l’Académie des sciences. Band 81, 1875, S. 520–523 (Digitalisat).
  - In: Comptes rendus hebdomadaires des séances de l’Académie des sciences. Band 81, 1875, S. 553–556 (Digitalisat).
- Recherches au sujet des influences que les changements de climats exercent sur les plantes. In: Annales des sciences naturelles. Botanique. 6. Folge, Band 4, 1875, S. 79–88 (Digitalisat) – mit Ludwig Radlkofer.
- Observations au sujet du cotonnier Bahmié. In: Comptes rendus hebdomadaires des séances de l’Académie des sciences. Band 85, 1877, S. 1197–1199 (Digitalisat).
- Huit années d’observations météorologiques faites au jardin d’expériences de Collioure. In: Annales des sciences naturelles. Botanique. 6. Folge, Band 5, 1878, S. 323–347 (Digitalisat).
- Influence de l’électricité atmosphérique sur la croissance, la floraison et la fructification des plantes. In: Comptes rendus hebdomadaires des séances de l’Académie des sciences. Band 89, 1879, S. 535–540 (Digitalisat).
- Essai de culture du cotonnier précoce du Japon à la villa Thuret, d’Antibes. In: Bulletin de la Société d’acclimatation. 3. Folge, Band 6, 1879, S. 702–705 (Digitalisat).
- Quelques remarques au sujet des Plaqueminiers (Diospyros) cultivés à l’air libre dans les jardins de l’Europe.  In: Nouvelles archives du Muséum d’histoire naturelle. 2. Folge, Band 3, 1880, S. 217–233 (Digitalisat).
- Mémoire sur les Eucalyptus introduits dans la région méditerranéenne. In: Annales des sciences naturelles. Botanique. 6. Folge, Band 16, 1883, S. 337–430 (Digitalisat).
- Notice sur les Eucalyptus. In: Bulletin de la Société botanique de France. Band 30, 1883, S. LXVI–LXXV (https://www.biodiversitylibrary.org/page/222700[ Digitalisat]).
- Les espèces affines et la théorie de l’évolution. In: Bulletin de la Société botanique de France. Band 21, 1874, S. 240–272 (Digitalisat).
- Quelques observations et réflexions au sujet du tremblement de terre du 23 février, à Antibes. In: Comptes rendus hebdomadaires des séances de l’Académie des sciences. Band 104, 1888, S. 822–823 (Digitalisat).
- Description et emploi des Eucalyptus. In: Comptes rendus hebdomadaires des séances de l’Académie des sciences. Band 112, 1891, S. 141–143 (Digitalisat).
- Quelques observations sur la fécondation des palmiers du genre Phoenix. In: Revue générale de botanique. Band 5, 1893, S. 97–99 (Digitalisat).